# Coelogyne longipes
Coelogyne longipes é uma espécie de orquídea epífita, família Orchidaceae, que habita do leste do Nepal até Yunnan, na China, e a Indochina.